# قصير شامان
قرية شامان بن ثاني هي إحدى القرى التابعة إداريًا لمحافظة رفحاء في منطقة الحدود الشمالية بالمملكة العربية السعودية. تقع القرية في جنوب شرق محافظة رفحاء، وتُعد من القرى الصغيرة ذات الطابع البدوي.

## الموقع
تقع قرية شامان بن ثاني جنوب شرق مدينة رفحاء، على مسافة تقدر بنحو 80 كيلومترًا تقريبًا، ضمن نطاق الهجر التي تنتشر في صحراء الحدود الشمالية. وتربطها طرق غير مباشرة بمراكز مثل روض ابن هادي.

## التسمية
سُميت القرية بهذا الاسم نسبةً إلى شامان بن ثاني، أحد وجهاء قبيلة الرشايدة في المنطقة، والذي يُنسب إليه الفضل في تأسيس أو إحياء مورد المياه في الموقع.

## السكان
يسكن القرية عدد من العائلات المنتمية إلى قبيلة الرشايدة، وخصوصًا من فخذ الجلادان، ويعتمد السكان على تربية الماشية وبعض النشاطات البسيطة المرتبطة بالبادية.

## الخدمات
تتوفر في القرية بعض الخدمات الأساسية مثل:
- مسجد صغير
- خزانات مياه
- طرق ممهدة جزئيًا
- وحدات سكنية بدوية